# Finch (film)
Finch este un film american dramatic științifico-fantastic, cu Tom Hanks, scris de Craig Luck și Ivor Powell și regizat de Miguel Sapochnik. 

## Intrigă
Un inventator, ultimul om de pe Pământ, construiește un android pentru a-i ține companie  lui și câinelui său. 

## Distribuție
- Tom Hanks ca Finch, un inventator suferind și unul dintre ultimii oameni de pe Pământ
- Caleb Landry Jones în rolul lui Jeff, un robot creat de Finch
- Samira Wiley ca Weaver, un supraviețuitor
- Skeet Ulrich
- Laura Harrier

## Producție
La 26 octombrie 2017, a fost anunțat că Tom Hanks va juca în filmul post-apocaliptic BIOS despre un robot care este construit de personajul suferind interpretat de Hanks pentru a proteja viața iubitului său câine atunci când el va muri. Miguel Sapochnik va regiza filmul, care va fi produs de Robert Zemeckis și de Kevin Misher, cu un scenariu de Craig Luck și Ivor Powell. Câteva studiouri majore au licitat pentru drepturile filmului, producția urmând să înceapă la începutul anului 2018. Câteva zile mai târziu, a fost anunțat că Amblin Entertainment a achiziționat proiectul, cu Universal Studios ca distribuitor. În ianuarie 2019, Caleb Landry Jones s-a alăturat distribuției într-un rol de „capturare a mișcării” în rolul robotului pe care îl construiește Finch.  În martie 2019, Samira Wiley s-a alăturat distribuției.  În mai 2019, Skeet Ulrich și Laura Harrier s-au alăturat distribuției filmului.
Producția principală a început la 25 februarie 2019.

## Lansare
Filmul a fost lansat pe 5 noiembrie 2021.

## Vezi și
- Listă de filme științifico-fantastice din anii 2020
- 2020 în științifico-fantastic